# Тит Теттиен Серен
Тит Теттиен Серен (лат. Titus Tettienus Serenus) — римский политический деятель второй половины I века.
Родиной Серена был умбрийский город Ассизиум. По другой версии, он происходил из этрурийского города Арреций. Его отцом был Галеон Теттиен Север, а братом консул-суффект 76 года Галеон Теттиен Петрониан.
В 79—80 годах Серен находился на посту легата пропретора Лугдунской Галлии. С июля по август 81 года он занимал должность консула-суффекта. Серен был другом императора Тита, который сделал его кандидатом в ординарные консулы, но после его смерти Домициан отменил это решение. В 92 году Серен стал содалисом-августалом (жрецом) Клавдия, а чуть позже понтификом. Он скончался в 114 или 115 году, поскольку в 115 году его преемником на жреческом посту отмечен Децим Юний Кар.